# Alessandro Albini
Alessandro Albini (* 1568 in Bologna; † 17. August 1646 ebendort) war ein italienischer Maler.

## Leben und Werke
Über Alessandro Albini sind keine genauen biografischen Informationen bekannt.
Albini war ein Anhänger von Lodovico Carracci und wurde von Lanzi als „geistreicher Maler“ bezeichnet. Er soll Guido Reni bei der Gestaltung der Annunziata-Kapelle im Quirinalspalast assistiert haben. In Bologna hinterließ er Fresken und Gemälde im Kreuzgang des Klosters San Michele in Bosco („Die Märtyrer Valerian und Tiburzio, die zu Grabe getragen werden“, „die Heilige Cäcilia, die von himmlischer Musik entführt wird“, und „der Heilige Benedikt, der einen Toten wiederbelebt“) und in der Basilika San Domenico die „Schutzheiligen der Stadt“.